# Half-Truism
Half-Truism è il quarto singolo estratto dall'ottavo studio album della band punk Offspring, Rise and Fall, Rage and Grace.
Ha raggiunto la posizione #21 nella classifica Billboard Modern Rock Tracks e la #30 nella Mainstream Rock Tracks.

## Formazione
- Dexter Holland – voce e chitarra
- Noodles – chitarra e voce d'accompagnamento
- Greg K – basso
- Josh Freese – batteria (studio)
- Chris "X-13" Higgins - voce d'accompagnamento (studio)[3]

## Classifiche
| Classifica (2009)             | Posizione massima |
| ----------------------------- | ----------------- |
| Canada (rock)                 | 34                |
| Stati Uniti (alternative)     | 21                |
| Stati Uniti (mainstream rock) | 30                |
| Stati Uniti (rock)            | 31                |